# 约翰·亨尼西 (网球运动员)
约翰·弗朗西斯·亨尼西（英語：John Francis Hennessey，1900年10月27日—1981年8月18日），生于印第安納波利斯，美国男子网球运动员。他曾获得1928年美国网球公开赛男子双打冠军。